# Lenda negra espanhola
A lenda negra espanhola refere-se a uma ideologia que atribui características negativas aos espanhóis e hispanoamericanos, através da propaganda antiespanhoola ou hispanofobia e o anticatolicismo. Remonta-se ao século XVI  como produto da rivalidade em frente ao Império Espanhol de parte de outros impérios ou potências da época, como o império britânico e o neerlandés. Serviu de pretexto ao expansionismo dos Estados Unidos.
A opinião dos acadêmicos está dividida. Para os autores Iván Vélez Cipriano e Ignacio Ruiz Rodríguez, na atualidade,  esta ideologia tem plena força através de doutrinas ou movimentos políticos que afetam aos países de falantes de espanhol. Por outro lado, para autores como Ricardo García Cárcere e Henry Kamen a lenda negra espanhola como mencionada não existiria na atualidade.

## Definições
No Dicionário da Língua Espanhola da Associação de Academias da Língua Espanhola, define lenda negra como “História desfavorável e geralmente infundada sobre alguém ou alguma coisa”. A autoria do termo "lenda negra" costuma ser atribuída a Julián Juderías , mas a verdadeira origem do termo é desconhecida. Pelo menos Emilia Pardo Bazán e Vicente Blasco Ibáñez usaram o termo no sentido atual antes de Juderías,  mas Julián Juderías seria o seu grande divulgador e que descreveu o conceito em 1914 em seu livro La Leyenda Negra como:
[...] a atmosfera criada pelas histórias fantásticas que sobre o nosso país viram a luz do dia em todos os países, as descrições grotescas que sempre foram feitas do carácter dos espanhóis como indivíduos e colectivos, a negação ou pelo menos menos o desconhecimento sistemático de tudo o que há de favorável e de belo nas diversas manifestações da cultura e da arte, as acusações que sempre foram feitas a Espanha com base em factos exagerados, mal interpretados ou completamente falsos, e, por último, a afirmação contida em aparentemente livros respeitáveis e verdadeiros e muitas vezes reproduzidos, comentados e ampliados na imprensa estrangeira, que o nosso país constitui, do ponto de vista da tolerância, da cultura e do progresso político, uma lamentável excepção dentro do conjunto das nações europeias. Julián Juderías , A Lenda Negra (1914) 
A segunda obra clássica sobre o tema é História da Lenda Negra Hispano-Americana de Rómulo D. Carbia . Se Juderías deu mais ênfase ao lado europeu da lenda, o argentino Carbia aposta no lado americano. Assim, para Carbia, dando uma definição mais ampla do conceito:
[...] abrange a Lenda em toda a sua amplitude, isto é, em suas formas típicas de julgamentos sobre a crueldade, o obscurantismo e a tirania política. A crueldade foi vista nos procedimentos usados para implantar a Fé na América ou defendê-la na Flandres; ao obscurantismo, na alegada obstrução oposta pela Espanha a todo progresso espiritual e a qualquer atividade de inteligência; e à tirania, nas restrições com que teria sido sufocada a vida livre dos espanhóis nascidos no Novo Mundo e aos quais pareceria que quiseram escravizar sine die.  Rómulo D. Carbia, Historia de la leyenda negra hispano-americana (1943) 
Depois de Juderías e Carbia, muitos outros autores definiram e utilizaram o conceito. Em 1944, o Conselho Americano de Educação , preocupado com o preconceito anti-hispânico do sistema e materiais educacionais nos EUA, definiu o conceito num longo relatório como:
A lenda negra é uma expressão utilizada pelos escritores espanhóis para designar a antiga propaganda contra os povos ibéricos, que começou no século XVI em Inglaterra e desde então tem sido uma arma para os rivais de Espanha e Portugal nas guerras religiosas, marítimas e coloniais. esses quatro séculos.  Conselho Americano de Educação 11. 
Philip Wayne Powell em seu livro Tree of Hate (1971) define a lenda negra basicamente como a crença de que:
A premissa básica da lenda negra é que os espanhóis têm se mostrado historicamente excepcionalmente cruéis, intolerantes, tirânicos, obscurantistas, preguiçosos, fanáticos, gananciosos e traiçoeiros; Isto é, são tão diferentes de outros povos nestas características que os espanhóis e a história de Espanha devem ser vistos e compreendidos em termos que normalmente não são usados para descrever e interpretar outros povos. Philip Wayne Powell, Árvore do ódio (1971). 
Um autor mais recente, Manuel Fernández Álvarez, definiu a lenda negra como:
Distorção cuidadosa da história de um povo, levada a cabo pelos seus inimigos, para melhor combatê-los. E uma distorção tão monstruosa quanto possível, para atingir o objectivo declarado: a desqualificação moral desse povo, cuja supremacia deve ser combatida por todos os meios. Manuel Fernández Álvarez.  
Para o filósofo Julián Marías, a lenda negra é um acontecimento extremamente incomum em toda a História Universal, e ele a descreve da seguinte forma:
A Lenda Negra consiste no facto de, a partir de um ponto específico, que podemos assumir como verdadeiro, a condenação e desqualificação de todo o país se estender por toda a sua história, incluindo o futuro . Essa é a peculiaridade original da Lenda Negra. No caso de Espanha, começou no início do século XVI, adensou-se no século XVII, ressurgiu com novo ímpeto no século XVIII - cabe perguntar porquê - e tornou-se verde sob qualquer pretexto, sem nunca prescrever. Julián Marías , Espanha Inteligível (1985). 
Segundo William S. Maltby, a lenda negra é baseada em fatos reais, que, embora comuns a outras nações, foram totalmente distorcidos no caso da Espanha:
Talvez a lenda negra não constitua um ponto de vista legítimo ou justificável, mas é preciso lembrar que se trata de uma lenda e não de um mito. Nasceu, como todas as lendas, de acontecimentos reais e estes não podem ser ignorados pelos interesses partidários. Os espanhóis cometeram grandes erros, tal como fizeram homens de outras nações. William S. Maltby, A Lenda Negra na Inglaterra (1968). 

## Literatura
- Cota Torres, Édgar (2007). La Leyenda Negra en la frontera norte de México. Editorial Orbis Press.

- Juderias, Julian (2014). La leyenda negra de España (reimpresion edición). La Esfera de los Libros

- «La Leyenda Negra del siglo xx en los Estados Unidos». Revista de Política Internacional (Nº 69): 133. 1963. ISSN 0034-8716
- Vélez Cipriano, Iván (2014). Sobre la Leyenda Negra. Encuentro.
- Ruiz Rodríguez, Ignacio (2023). Desmontando la leyenda negra antiespañola.
- Keen, Benjamin (1969). «The Black Legend Revisited: Assumptions and Realities». The Hispanic American History Review, 49. $.
- «¿De verdad existió la leyenda negra española?». La Vanguardia. 29 de agosto de 2023. Consultado el 11 de diciembre de 2023.
- Español Bouché, Luis (enero de 2008). «La Leyenda Negra: una denuncia de Julián Juderías». La Aventura de la Historia (111): 56-61. Archivado desde el original el 2 de enero de 2008.; Español Bouché, p. 112.
- «España desde fuera». España reflexiones sobre el ser de España. Real Academia de la Historia (Spain). 1997. p. 383.
- Iglesias, María del Carmen (2008). No siempre lo peor es cierto estudios sobre historia de España. «en cuanto a conjura consciente de los demás contra España ».
- Arturo Pérez-Reverte (4 de septiembre de 2005). «La Historia, la sangría y el jabugo». XLSemanal. Archivado desde el original el 7 de febrero de 2009.
- «La verdad del Imperio Español». Alfa y Omega.

- Alvar, Alfredo (1997). La leyenda negra. Madrid: Akal. ISBN 84-460-0797-5.
- Arnoldsson, Sverker (1960). La Leyenda Negra. Estudios sobre sus orígenes. Gotemburgo: Göteborgs Universitets Årsskrift.
- Carbia, Rómulo D. (2004; primera edición 1943). Historia de la leyenda negra hispano-americana. Molina Martínez, Miguel (estudio preliminar). Madrid: Marcial Pons Historia. ISBN 84-95379-89-9.
- Español Bouché, Luis (2007). Leyendas Negras: vida y obra de Julián Juderías: la leyenda negra antiamericana. Salamanca: Junta de Castilla y León. ISBN 978-84-9718-444-1.
- García Cárcel, Ricardo; Mateo Bretos, Lourdes (1990). La leyenda negra. Madrid: Altamira. ISBN 84-7969-013-5.
- García Cárcel, Ricardo (1997). La leyenda negra. Barcelona: Altaya. ISBN 84-487-0905-5.
- Hilton, Ronald (2002). La légende noire au 18e siècle. Le monde hispanique vu du dehors. Historical Text Archive.
- Juderías, Julián (2003; primera edición de 1914). La Leyenda Negra. Salamanca: Junta de Castilla y León. ISBN 84-9718-225-1.
- Kamen, Henry (1999, edición revisada; primera edición 1965). The Spanish Inquisition: A Historical Revision. New Haven & Londres: Yale University Press. ISBN 0-300-07880-3.
- Maltby, William S. (1971; primera edición 1968). The Black Legend in England. Durham: Duke University Press.
- Marías, Julián (2006; primera edición 1985). España Inteligible. Razón Histórica de las Españas. Alianza Editorial. ISBN 84-206-7725-6.
- Molina Martínez, Miguel (1991). La leyenda negra. Madrid: Nerea. ISBN 84-86763-42-8.
- Moradiellos, Enrique (1998). «Más allá de la Leyenda Negra y del Mito Romántico: el concepto de España en el hispanismo británico contemporaneísta». En Saz, Ismael, ed. Ayer (Asociación de Historia Contemporánea) (31): 183-199. Archivado desde el original el 6 de septiembre de 2011. Consultado el 6 de febrero de 2011.
- Noya, Javier (2009). La Nueva Imagen de España en América Latina. Ed. Tecnos y Real Instituto Elcano. ISBN 978-84-936-3015-7.
- Pérez, Joseph (2009). La leyenda negra. Gadir. ISBN 978-84-96974-17-3.
- Peters, Edward (1989). Inquisition. University of California Press. ISBN 0-520-06630-8.
- Powell, Philip Wayne (1985, primera edición de 1971). Tree of Hate. Valecito, California: Ross House Books. SBN 465-08750-7.
- Powell, Philip Wayne (2008). La leyenda Negra. Barcelona: Áltera. ISBN 978-84-96840-20-1.
- Roca Barea, María Elvira (2016). Imperiofobia y leyenda negra. Roma, Rusia, Estados Unidos y el Imperio español. Madrid: Siruela. ISBN 978-84-16854233.
- Vaca de Osma, José Antonio (2004). El Imperio y la leyenda negra. Madrid: Rialp. ISBN 84-321-3499-6.
- Pérez, pp. 197-199; Agencia EFE. «El hispanista Joseph Pérez da por superada la "leyenda negra" de España». Google News.
- Ernesto Sabato. «Ni leyenda negra ni leyenda blanca». El País (304).
- Perabá, Juan Pablo; Martínez-Pinna, Javier (noviembre de 2017). «El falso genocidio español en América». Revista Clío Selección (3): 92.
- Arroyo, F. (8 de octubre de 2005). «El precio de la 'venganza catalana'». El País.
- Historia de España, dirigida por Miguel Artola, vol. 3, Antonio Domínguez Ortiz, El antiguo Régimen, Los Reyes Católicos y los Austria, Alianza Editorial, Madrid, 1988, p. 367, ISBN 84-2069572-6 (vol. 3); ISBN 84-2069573-4 (obra completa).
- Bartolomé Bennassar, La España del Siglo de Oro, Editorial Crítica, Barcelona, 1983, p. 15, ISBN 84-7423-200.7 (Título original Un Siècle d'Or Espagnol, (vers 1525 - vers 1648), Ed. Robert Laffont, Paris, 1982, traducción al castellano de Pablo Bordonava.
- Henry Kamen, Una sociedad conflictiva: España, 1469-1714, Alianza Editorial, Madrid, 1984, 1989, p. 188, ISBN 84-206-0064-4 (Título original: Spain, 1469-1714. A society of Conflict, 1983, traductor: Santos Fontela)
- Geoffrey Parker, Europa en crisis, 1598-1648, Siglo XXI de España Editores, en coedición con Siglo XXI Editores (México), 1981, pág. 15, ISBN 84-323-0411-5. Título original: Geofferey Parker, Europe in crisis, 1598-1648, Publishers Wm. Collins Sons & Co. Londres, 1980, traducción de Alberto Jiménez
- R. A. Strading, Europa y el declive de la estructura imperial española (1580-1720) Ediciones Cátedra, Madrid, 1983, p. 69, ISBN84-376-0399-4. Titulo original: Europe and the Decline of Spain George Allen & Unwin (Publishers) Ltd, 1981, traducción de Jesús Fernández Zulaica
- Etzion, Judith (1998). «Spanish music as percieved in western music historiography: a case of the black legend ?». International Review of the Aesthetics and Sociology of Music 2 (29). 0351-5796, 93-120.
- Ungerer, Gustav (1963). «Bibliographical notes on the works of Antonio Perez». Revista de historia Jerónimo Zurita (en inglés). Consultado el 28 de marzo de 2010.
- Hilton, Ronald (25 de marzo de 2002). «SPAIN: The Black Legend in the 18th century». WAIS Forum on Spain (Universidad de Stanford) (en inglés). Consultado el 17 de abril de 2010.
- Peters, Edward (1989). Inquisition. University of California Press. p. 163. ISBN 0-520-06630-8.
- Roca Barea, María Elvira, "Imperiofobia y leyenda negra", octubre de 2016, sexta edición en marzo de 2017, Ediciones Siruela, S. A., Madrid, páginas 308 a 347, ISBN 978-84-16854-23-3.
- Marcelo Gullo Omodeo, Madre Patria, Espasa, año 2021, ISBN: 978-84-670-6249-6.
- Noya, La Nueva Imagen De España En América Latina (2009) p. 19.
- Pepe, Gabriele (1952). Il Mezzogiorno d'Italia sotto gli spagnoli : la tradizione storiografica. Firenze: Sansoni.
- González Talavera, Blanca (2011). Presencia y mecenazgo español en la Florencia medicea: de Cosme I a Fernando I. Universidad de Granada., pp.19-20.
- García Cárcel, Ricardo. «Leyenda negra y autocrítica». ABC.
- Gener, Pompeu (1887). Herejías., p. 239; op cit. Caja, Francisco (2009). La raza catalana (1ª edición). Encuentro. p. 74. ISBN 9788474909975. p. 97.
- Ortego y Gasca, Felipe de (2008). «La Leyenda Negra/The Black Legend: Historical Distortion, Defamation, Slander, Libel, and Stereotyping of Hispanics». Somos Primos (104 y 105).
- Ingersoll, Robert Green (2009). «Spain and the Spaniard». The Works of Robert G. Ingersoll (en inglés) XII. Cosimo, Inc. p. 652. ISBN 9781605208985.
- Powell, pp. 145 ss., pp. 155-156; véase también Moradiellos (1998), p. 189 y Buchanan, Tom (207). «British perception of Spain». The impact of the Spanish Civil War on Britain: war, loss and memory. Sussex Academic Press. p. 5. ISBN 9781845191276.
- Moradiellos, Enrique (1998). «Más allá de la Leyenda Negra y del Mito Romántico: el concepto de España en el hispanismo británico contemporaneísta». En Saz, Ismael, ed. Ayer (Asociación de Historia Contemporánea) (31): 183-199.
- Moradiellos, Enrique (1997). «El espejo distante. España en el hispanismo británico contemporaneísta». En Saz, Ismael, ed. Revista de Extremadura (Asociación Cultural Amigos de la Revista de Extremadura) (24): 3-38. ISSN 1130-233X.
- Sanchez, Joseph P. (1944). The Spanish Black Legend. Origins of Anti Hispanic Stereotypes.
- Horwitz, Tony. «Immigration — and the Curse of the Black Legend». New York Times.
- John L. Robinson, «The anti-hispanic bias in British historiography», Hispania Sacra, 1992, XLIV (89), pp. 21-46; op.cit. Español Bouché, p. 203.
- Troncoso García, Jesús (1.er Semestre de 2001). «Enfatemática del antiespañolismo en los textos de historia en países europeos y americanos». Ámbitos (6): 143-169.
- Bernhard, Roland (2013). Geschichtsmythen über Hispanoamerika. Entdeckung, Eroberung und Kolonisierung in deutschen und österreichischen Schulbüchern des 21. Jahrhunderts. Göttingen: V&R unipress. ISBN 978-3-8471-0204-5.
- Amago, Samuel. «Why Spaniards make good bad guys: Sergi Lopez and the Persistence of the Black Legend in contemporary European cinema». Film Criticism. Español Bouché, pp. 210-211.
- Megía, Carlos. «El arquetipo favorito de Hollywood para los actores hispanohablantes (que Darín rechaza)». El País.
- Vicente Boisseau, Esteban (2019). La imagen de la prensa de España en América (1492-1898) en el cine británico y estadounidense. Ministerio de Defensa. Secretaría General Técnica. ISBN 978-84-9091-404-5.
- Pierez Ornia, J. R. (1979). «Érase una vez...el hombre». El País.
- Galán, Lola (1 de abril de 1995). «¡Que resucite Drake!». El País. op.cit. Español Bouché, p. 205.
- Delgado-Gal, Álvaro (10 de marzo de 2010). «La leyenda negra». ABC de Sevilla.
- Barbería, José Luis. «El valor de la 'marca' España». Universidad de Valencia.
- Lamo de Espinosa, Emilio; Noya, Javier (octubre de 2002). «Prólogo». La imagen de España en el Exterior. Real Instituto Elcano de Estudios Internacionales y Estratégicos. p. 296.
- Hendrik Henrichs. «Un holandés «distinto»: Johan Brouwer y la historia de España». Revista de Occidente (304).
- EL MUNDO.es. «La verdad sobre la Leyenda Negra». El Mundo.
- Español Bouché, Luis. «La leyenda negra de Napoleón… y la de España». ReligionenLibertad.com.
- Leyendas Negras: vida y obra de Julián Juderías, Salamanca, Junta de Castilla y León, 2007 y "La Leyenda Negra: una denuncia de Julián Juderías", La Aventura de la Historia, nº111, enero 2008, págs. 56-61.
- Español (2008), p. 60. Conferencia dada el 8 de abril de 1899 en la Sociedad de Conferencias de París, trad. por Arturo Campión, citado por Español (2008), p. 60.
- Conferencias "La Argentina vista por España" y "La leyenda negra de España", junio de 1909, teatro Odeón de Buenos Aires, citado por Español (2007), pp. 233-234.
- Izard Llorens, Miquel (2002). «Falseando las palabras y mitificando acontecimientos». En Terán, Marta; Serrano Ortega, José Antonio, ed. Las guerras de independencia en la América española. El Colegio de Michoacán. p. 595. ISBN 9789706790699.
- Styron, William. «Slave and Citizen: The Negro in the Americas. (review)». The New York Review of Books (en inglés).
- Díaz, María Elena (2004). «Beyond Tannenbaum». Law and History Review (en inglés). Archivado desde el original el 29 de junio de 2012.
- Molina Martínez, «Estudio preliminar», Carbia, pp. 26-27; Molina Martínez, pp. 153 ss.; García Cárcel (1997), p. 290.
- Salas, Pilar. «El Bicentenario de la Independencia reaviva los rencores latinoamericanos hacia España». El Confidencial.
- Molina Martínez, pp. 71 ss.; Mann, Charles C. (2006). 1492. The Americas before Columbus. Londres: Granta Books. ISBN 978-1-86207-876-5., pp. 124 ss.; Diamond, Jared (1999). Guns, germs, and steel. W. W. Norton. p. 494. ISBN 978-0-393-31755-8.
- Vicente Boisseau, Esteban (2022). Hollywood contra España: cien años perpetuando la Leyenda Negra. España: Espasa.
- Gullo Omodeo, Marcelo (2023). «El relato histórico negrolegendario en la batalla cultural». Araucaria, 25(52).
- Straehle, Edgar (2020). «El resurgir actual de la Leyenda Negra: entre la historia, la memoria y la política». PASAJES 60: 43-66.
- Chinchetru, Antonio José.«El 'ala' marxista de Vox inspirada por Gustavo Bueno: los extremos se tocan». El Español (Madrid).   Bono, Ferrán. «La historia de la leyenda negra, un asunto político de filias y fobias». El País (Madrid, España).
- Burón, Manuel, Redondo, Emilio (2023). «"Imperiofilia e imperiofobia. Un balance historiográfico sobre la revisión del pasado colonial en España y América"». HISPANIA NOVA. Primera Revista de Historia Contemporánea on-line en castellano.
- Olaya, Vicente (2019). «La leyenda negra española que ha difundido Hollywood». El País.
- Rodríguez Pérez, Raimundo A (2021). «La sombra del ciprés es alargada. La leyenda negra en la enseñanza secundaria». Tiempos Modernos.
- García Loaeza, Pablo (2022). The Conquest of Mexico 500 Years of Reinventions. University of Oklahoma Press. p. 288.